# Championnats d'Europe de boxe amateur 1989
Navigation
Édition précédente Édition suivante
La 28e édition des championnats d'Europe de boxe amateur s'est déroulée à Athènes, Grèce, du 29 mai au 3 juin 1989. 

## Résultats

### Podiums
| Catégories                    | Or                 | Argent             | Bronze                                  |
| Poids mi-mouches (-48 kg)     | Ivailo Marinov     | Robert Isaszegi    | Nshan Munchyan Jan Quast                |
| Poids mouches (-51 kg)        | Yuriy Abachakov    | János Váradi       | Krassimir Cholakov Krzysztof Wróblewski |
| Poids coqs (-54 kg)           | Serafim Todorov    | Timofey Skryabin   | Dieter Berg Robert Ciba                 |
| Poids plumes (-57 kg)         | Kirkor Kirkorov    | Marco Rudolph      | Rafał Rudzki Sandro Casamonica          |
| Poids légers (-60 kg)         | Kostya Tszyu       | Daniel Dumitrescu  | Giorgio Campanella David Anderson       |
| Poids super-légers (-63,5 kg) | Igor Ruzhnikov     | Dariusz Czernij    | Christo Furnigov Andreas Otto           |
| Poids welters (-67 kg)        | Siegfried Mehnert  | Borislav Abadshiev | Mujo Bajrović Lorant Szabo              |
| Poids super-welters (-71 kg)  | Israel Akopkokhyan | Rudel Obreja       | Enrico Richter Russen Ibishev           |
| Poids moyens (-75 kg)         | Henry Maske        | Michael Franek     | Daniel Krumov Andrey Kurniavka          |
| Poids mi-lourds (-81 kg)      | Sven Lange         | Lajos Eros         | Kai Helenius Sergyi Koboziev            |
| Poids lourds (-91 kg)         | Arnold Vanderlyde  | Axel Schulz        | Andrzej Gołota Bert Teuchert            |
| Poids super-lourds (+91 kg)   | Ulli Kaden         | Giorgios Tsahakis  | Svilen Rusinov Aleksandr Miroshnichenko |

### Tableau des médailles
| Place | Pays                 | Médaille d'or, Europe | Médaille d'argent, Europe | Médaille de bronze, Europe | Total |
| ----- | -------------------- | --------------------- | ------------------------- | -------------------------- | ----- |
| 1     | Allemagne de l'Est   | 4                     | 2                         | 4                          | 10    |
| 2     | Union soviétique     | 4                     | 1                         | 4                          | 9     |
| 3     | Bulgarie             | 3                     | 1                         | 5                          | 9     |
| 4     | Pays-Bas             | 1                     | 0                         | 0                          | 1     |
| 5     | Hongrie              | 0                     | 3                         | 1                          | 4     |
| 6     | Roumanie             | 0                     | 2                         | 0                          | 2     |
| 7     | Pologne              | 0                     | 1                         | 4                          | 5     |
| 8     | Grèce                | 0                     | 1                         | 0                          | 1     |
| 8     | Tchécoslovaquie      | 0                     | 1                         | 0                          | 1     |
| 10    | Italie               | 0                     | 0                         | 2                          | 2     |
| 11    | Yougoslavie          | 0                     | 0                         | 1                          | 1     |
| 11    | Finlande             | 0                     | 0                         | 1                          | 1     |
| 11    | Allemagne de l'Ouest | 0                     | 0                         | 1                          | 1     |
| 11    | Écosse               | 0                     | 0                         | 1                          | 1     |
| Total | 14 pays médaillés    | 12                    | 12                        | 24                         | 48    |